# Едерманнсдорф
Едерманнсдорф (нім. Aedermannsdorf) — громада  в Швейцарії в кантоні Золотурн, округ Таль.

## Географія
Громада розташована на відстані близько 45 км на північ від Берна, 13 км на північний схід від Золотурна.
Едерманнсдорф має площу 12,9 км², з яких на 3,6% дозволяється будівництво (житлове та будівництво доріг), 49,4% використовуються в сільськогосподарських цілях, 46,7% зайнято лісами, 0,3% не є продуктивними (річки, льодовики або гори).

## Демографія
2019 року в громаді мешкало 579 осіб (+3% порівняно з 2010 роком), іноземців було 5%. Густота населення становила 45 осіб/км².
За віковим діапазоном населення розподілялося таким чином: 20,4% — особи молодші 20 років, 58,5% — особи у віці 20—64 років, 21,1% — особи у віці 65 років та старші. Було 236 помешкань (у середньому 2,4 особи в помешканні).
Із загальної кількості 177 працюючих 41 був зайнятий в первинному секторі, 42 — в обробній промисловості, 94 — в галузі послуг.